# Дастогхил
Дастогхил (урду دستاغل سر, англ. Distaghil Sar) — самая высокая вершина хребта Хиспар-Музтаг (7885 м) в горной системе Каракорум. Это 19 по высоте вершина в мире и 7 в Пакистане. Гора состоит из высокого (свыше 7400 м) гребня длиной около 5 километров с тремя ярко выраженными вершинами: северо-западной (7885 м), центральной (7760 м) и юго-восточной (по разным данным — 7696 или 7535 м).

## История восхождений
Дастогхил впервые был покорён в 1960 году Гюнтером Старкером и Дитером Мархартом, участниками австрийской экспедиции под руководством Вольфганга Штефана. Экспедиция поднялась по западной части южной стены и по юго-западному гребню достигла вершины. Тремя годами ранее, в 1957 году, английская экспедиция пыталась подняться с юга и запада, но потерпела неудачу, не в последнюю очередь из-за плохой погоды. Погода помешала и швейцарской экспедиции 1959 года подняться по юго-восточному ребру.
Самая высокая западная вершина покорена в 1980—1982 годах по оригинальному маршруту. Две попытки на северной стене, в 1988 и 1998 годах, были неудачны. Восточная вершина покорена в 1980 году польской экспедицией по восточной стене, и повторно в 1983 году.